# Violet McGraw

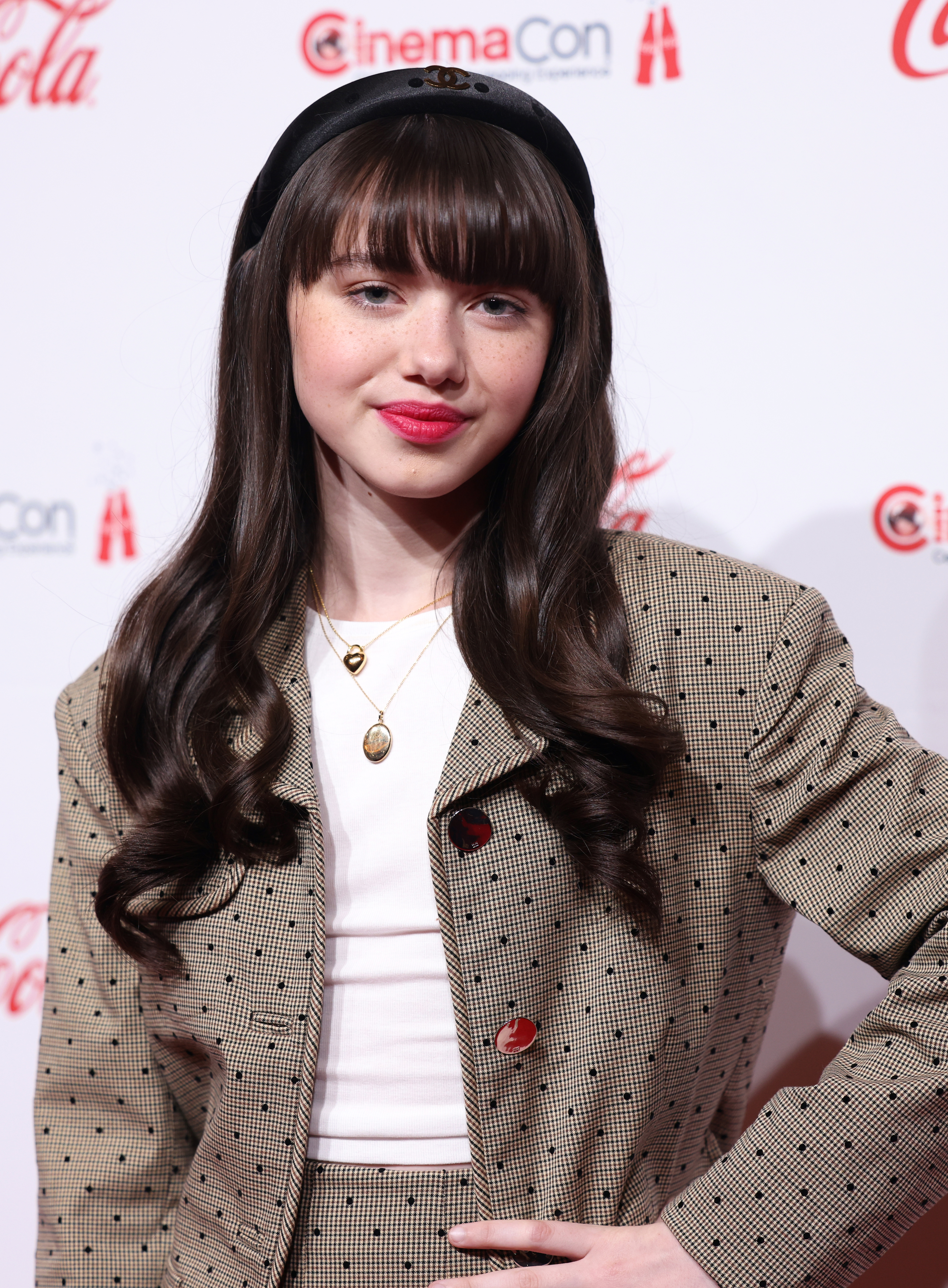
Violet McGraw (2025)

Violet Elizabeth McGraw (* 22. April 2011 in Kalifornien) ist eine US-amerikanische Kinderdarstellerin.

## Leben
Violet McGraw wuchs als Jüngste von vier Geschwistern in Kalifornien auf. Auch ihre Brüder Jack, Aidan und ihre Schwester Madeleine sind oder waren als Kinderdarstellerin tätig. 
Ihre erste Rolle übernahm McGraw 2018 im Alter von fünf Jahren in zwei Folgen der Fernsehserie Love. Im selben Jahr war sie auch in der Netflix-Miniserie Spuk in Hill House zu sehen. Es folgten kleinere Rollen in den Horrorfilmen Doctor Sleeps Erwachen (2019) und Separation. In den Superheldenfilmen Black Widow (2021) und Thunderbolts* (2025) ist sie in Rückblenden als die junge Protagonistin Yelena Belova zu sehen. 2022 übernahm sie eine der Hauptrollen im Science-Fiction-Horrorfilm M3GAN und verkörperte diese auch 2025 im Sequel M3GAN 2.0.

## Filmografie
- 2018: Love (Fernsehserie, 2 Folgen)
- 2018: Spuk in Hill House (The Haunting of Hill House) (Fernsehserie, Hauptdarstellerin)
- 2019: Law & Order: Special Victims Unit (Fernsehserie, Folge 20x17 Missing)
- 2019: Jett (Nebenrolle, 9 Folgen)
- 2019: Bennett’s War
- 2019: The Friend
- 2019: Doctor Sleeps Erwachen (Doctor Sleep)
- 2021: Separation
- 2021: Black Widow
- 2022: A Christmas Mystery
- 2022: I Believe in Santa
- 2022: M3GAN
- 2024: The Life of Chuck
- 2024: The Curse of the Necklace
- 2025: Thunderbolts*
- 2025: M3GAN 2.0